# Viện Quản lý Dự án
Project Management Insitute, tên Viết tắt là PMI (PMI), là một tổ chức chuyên nghiệp phi lợi nhuận, dành riêng cho phát triển tiến bộ quản lý dự án tiên tiến nhất. Đây là hiệp hội hàng đầu thế giới của các nhà quản lý dự án chuyên nghiệp.

## Tổng quan
Viện Quản lý Dự án (PMI) đặt ra những tiêu chuẩn, tiến hành nghiên cứu, và cung cấp dịch vụ giáo dục và thiết kế các cơ hội trao đổi chuyên môn, để tăng cường và củng cố tính chuyên nghiệp. Viện này nhằm mục đích nâng cao tay nghề và tư duy của những người hành nghề quản lý dự án, và nâng cao hiệu suất của các doanh nghiệp và các tổ chức khác. Điều này được thực hiện bằng cách vận hành và duy trì các chứng chỉ quốc tế: 
- Chứng chỉ Quản lý dự án chuyên nghiệp Project Management Professional (PMP)
- Chứng chỉ Quản lý rủi ro chuyên nghiệp PMI Risk Management Professional (PMI-RMP)
- Chứng chỉ Quản lý tiến độ dự án chuyên nghiệp PMI Scheduling Professional (PMI-SP)
- Chứng chỉ Quản lý chương trình chuyên nghiệp Program Management Professional (PgMP)
- Chứng chỉ Quản lý danh mục chuyên nghiệp Portfolio Management Professional (PfMP)
- Chứng chỉ Certified Associate in Project Management (CAPM)
- Chứng chỉ PMI Agile Certified Practitioner (PMI-ACP)
- Chứng chỉ PMI Professional in Business Analysis (PMI-PBA)
- Chứng chỉ PMI Disciplined Agile Scrum Master (DASM)
- Chứng chỉ PMI Disciplined Agile Senior Scrum Master (DASSM)

Để phục vụ các thành viên và các chuyên gia, viện Quản lý Dự án (PMI) đã tạo ra các tiêu chuẩn công nghệ, như: cuốn sách Hướng dẫn về những kiến thức cốt lõi trong Quản lý dự án (PMBOK Guide).

## Lịch sử
Vào những năm 1960, quản lý dự án như vậy bắt đầu được sử dụng trong ngành hàng không vũ trụ, xây dựng và quốc phòng của Hoa Kỳ. Viện Quản lý Dự án được thành lập bởi Ned Engman (McDonnell Douglas Automation), James Snyder, Susan Gallagher (SmithKline & French Laboratories), Eric Jenett (Brown & Root) và J Gordon Davis (Viện Công nghệ Georgia) tại Viện Công nghệ Georgia vào năm 1969 với tư cách là một tổ chức phi lợi nhuận. Nó được thành lập ở bang Pennsylvania trong cùng năm. PMI mô tả mục tiêu của mình vào năm 1975 là "thúc đẩy sự thừa nhận nhu cầu về tính chuyên nghiệp trong quản lý dự án; cung cấp một diễn đàn để trao đổi tự do các vấn đề, giải pháp và ứng dụng quản lý dự án; phối hợp các nỗ lực nghiên cứu công nghiệp và học thuật; phát triển các thuật ngữ và kỹ thuật chung để cải thiện thông tin liên lạc; cung cấp giao diện giữa người dùng và nhà cung cấp hệ thống phần cứng và phần mềm; và cung cấp hướng dẫn hướng dẫn và phát triển nghề nghiệp trong lĩnh vực quản lý dự án."
Trong những năm 1970, nỗ lực tiêu chuẩn hóa chiếm 10 đến 15% nỗ lực của viện. Các chức năng này được thực hiện thông qua Ủy ban Liên lạc Chuyên nghiệp nhằm kêu gọi và phối hợp với Ủy ban Công nghệ, Chính sách Nghiên cứu và Giáo dục. Viện đã tham gia vào các hoạt động quốc gia thông qua Ủy ban Tiêu chuẩn Quốc gia Hoa Kỳ XK 36.3 và quốc tế, thông qua liên lạc với một quan sát viên được chỉ định cho Hiệp hội Quản lý Dự án Quốc tế của Châu Âu, lúc đó được gọi là INTERNET.PMI không làm việc trực tiếp với chính phủ liên bang Hoa Kỳ; một số thành viên là nhân viên liên bang trong các cơ quan liên quan đến quản lý dự án.
Vào những năm 1980, người ta đã nỗ lực chuẩn hóa các thủ tục và phương pháp quản lý dự án.
Năm 1996, Viện đã cho xuất bản lần đầu tiên cuốn sách: Hướng dẫn về những kiến thức cốt lõi trong Quản lý dự án (tên tiếng Anh là A Guide to the Project Management Body of Knowledge, hay PMBOK®Guide). Cuốn sách này phác thảo các lĩnh vực kiến thức quản lý dự án, các quy trình, các hành động thực tiễn. Nên nó đã trở thành một tiêu chuẩn tốt được đa số các nhà quản lý dự án chấp nhận vào trong thực tiễn quản lý dự án.
Vào cuối những năm 1990 Virgil R. Carter trở thành chủ tịch của PMI. Năm 2002, Carter được kế nhiệm bởi Gregory Balestrero, người đã chỉ đạo viện cho đến khi nghỉ hưu vào tháng 1 năm 2011. Ông được Mark A.Langley kế nhiệm làm Chủ tịch và Giám đốc điều hành. Từ tháng 3 năm 2019 đến tháng 12 năm 2021, chủ tịch và giám đốc điều hành là Sunil Prashara. Pierre Lê Mạnh được bổ nhiệm làm Tổng Giám đốc vào ngày 1 tháng 9 năm 2022.

## Các chủ đề của Viện Quản lý Dự án

### Giấy chứng nhận
Mặc dù còn có những chương trình cấp giấy chứng nhận quản lý dự án khác, nhưng các chứng chỉ của Viện Quản lý Dự án được công nhận rộng rãi trong cộng đồng các nhà quản lý dự án. Viện Quản lý Dự án cung cấp các chứng nhận chuyên môn sau đây: 
- Chứng chỉ Quản lý dự án chuyên nghiệp Project Management Professional (PMP)
- Chứng chỉ Quản lý rủi ro chuyên nghiệp PMI Risk Management Professional (PMI-RMP)
- Chứng chỉ Quản lý tiến độ dự án chuyên nghiệp PMI Scheduling Professional (PMI-SP)
- Chứng chỉ Quản lý chương trình chuyên nghiệp Program Management Professional (PgMP)
- Chứng chỉ Quản lý danh mục chuyên nghiệp Portfolio Management Professional (PfMP)
- Chứng chỉ Certified Associate in Project Management (CAPM)
- Chứng chỉ PMI Agile Certified Practitioner (PMI-ACP)
- Chứng chỉ PMI Professional in Business Analysis (PMI-PBA)
- Chứng chỉ PMI Disciplined Agile Scrum Master (DASM)
- Chứng chỉ PMI Disciplined Agile Senior Scrum Master (DASSM)

Loại giấy chứng nhận đầu tiên do viện cấp là các chứng chỉ PMP, được khai trương năm 1984. Gần 1.500.000 người hiện nay đang giữ các chứng chỉ PMP. Trong năm 2007, chứng chỉ PMP giành được các công nhận ANSI/ISO /IEC 17024 từ Tổ chức tiêu chuẩn hóa quốc tế (ISO). Người được ủy quyền chứng chỉ PMP không cần phải thành viên của Viện Quản lý Dự án (PMI).